# Michalina Isaakowa
Michalina Isaakowa (* 1880; † 1937) war eine polnische Entomologin.

## Leben
Sie war mit dem bekannten Insektenforscher Juliusz Isaak verheiratet. Nach seinem Tod im Jahr 1923 setzte sie seine wissenschaftliche Arbeit fort. 1926 reiste sie nach Brasilien und erreichte über den Río Paraná den Fluss Ivai und bereiste dort die nur dünn besiedelte Region um Apucarana. Nach Abschluss ihrer zweijährigen Expedition kehrte sie mit einer Sammlung von 15.000 Insekten nach Polen zurück.
Während einer zweiten Reise nach Brasilien ertrank sie im Jahr 1937.